# ماغوميد نوروتينوف
ماغوميد نوروتينوف (بالروسية: Нурудинов, Магомед Шамильевич)‏ (مواليد 5 فبراير 1982) هو ملاكم بيلاروسي، مثّل بلاده في الألعاب الأولمبية الصيفية 2008.

## روابط خارجية
ماغوميد نوروتينوف على موقع أوليمبيديا (الإنجليزية)